# Bothragonus
Bothragonus ist eine Gattung von Meeresfischen aus der Familie der Panzergroppen (Agonidae). Von den zwei Arten der Gattung kommt Bothragonus swanii an der nordamerikanischen Pazifikküste von der Kodiak-Insel bis Kalifornien vor, während Bothragonus occidentalis nur von den Küsten der japanischen Insel Hokkaidō, der Kurileninsel Chabomai und der Peter-der-Große-Bucht im russischen Fernen Osten bekannt ist.

## Merkmale
Panzergroppen der Gattung Bothragonus werden sieben bis neun Zentimeter lang. Sie besitzen keine Barteln. Die röhrenförmigen äußeren Nasenöffnungen reichen nicht bis zu Spitze des Oberkiefers. Beide Nasenbeine haben Kontakt zueinander sowie zum Tränenbein. Die Nasenbeine sind etwa so lang wie der Oberkiefer. Der Rostralknochen, Scheitelbein und Siebbein sind ohne Stacheln. Die Urohyale, eine Sehnenverknöcherung im Schädel, ist plattenförmig. Eine Basihyale, ein Element zwischen den Zungenbeinen bei vielen Fischen, und Bauchrippen fehlen. Dagegen sind drei Basibranchiale, Knochen an der Basis des Kiemenbogens, vorhanden. Der Unterkiefer wird bei Bothragonus bei geschlossenem Maul vollständig vom Oberkiefer umfasst. Gaumenbein und Prävomer sind bezahnt. Zwischen den Orbita ist der Schädel eingebuchtet. Die Anzahl der Branchiostegalstrahlen liegt bei sechs, die der Wirbel bei 32 bis 38. Bothragonus besitzt zwei Postcleithra (Knochen im Schultergürtel).
Der Körper ist mit Knochenplatten bedeckt. Sechs bis acht befinden sich vor der Rückenflosse, 31 bis 36 entlang der Seitenlinie. Das Rückenprofil zeigt eine große Grube direkt hinter dem Kopf. Bothragonus hat drei Basalknochen an der Basis der Bauchflossen und einen Stachel dahinter. Im Schwanzflossenskelett finden sich zwei Epurale (längliche, freistehende Knochen).
- Flossenformel: Dorsale II–V/4–5, Anale 4–6, Pectorale 11–12.

## Arten
- Bothragonus occidentalis Lindberg, 1950
- Bothragonus swanii Steindachner, 1876